# Cour constitutionnelle de Mongolie
 (mai 2024).
La mise en forme du texte ne suit pas les recommandations de Wikipédia : il faut le « wikifier ».
Les points d'amélioration suivants sont les cas les plus fréquents. Le détail des points à revoir est peut-être précisé sur la page de discussion.
- Les titres sont pré-formatés par le logiciel. Ils ne sont ni en capitales, ni en gras.
- Le texte ne doit pas être écrit en capitales (les noms de famille non plus), ni en gras, ni en italique, ni en « petit »…
- Le gras n'est utilisé que pour surligner le titre de l'article dans l'introduction, une seule fois.
- L'italique est rarement utilisé : mots en langue étrangère, titres d'œuvres, noms de bateaux, etc.
- Les citations ne sont pas en italique mais en corps de texte normal. Elles sont entourées par des guillemets français : « et ».
- Les listes à puces sont à éviter, des paragraphes rédigés étant largement préférés. Les tableaux sont à réserver à la présentation de données structurées (résultats, etc.).
- Les appels de note de bas de page (petits chiffres en exposant, introduits par l'outil «  Source ») sont à placer entre la fin de phrase et le point final[comme ça].
- Les liens internes (vers d'autres articles de Wikipédia) sont à choisir avec parcimonie. Créez des liens vers des articles approfondissant le sujet. Les termes génériques sans rapport avec le sujet sont à éviter, ainsi que les répétitions de liens vers un même terme.
- Les liens externes sont à placer uniquement dans une section « Liens externes », à la fin de l'article. Ces liens sont à choisir avec parcimonie suivant les règles définies. Si un lien sert de source à l'article, son insertion dans le texte est à faire par les notes de bas de page.
- La présentation des références doit suivre les conventions bibliographiques. Il est recommandé d'utiliser les modèles {{Ouvrage}}, {{Chapitre}}, {{Article}}, {{Lien web}} et/ou {{Bibliographie}}. Le mode d'édition visuel peut mettre en forme automatiquement les références.
- Insérer une infobox (cadre d'informations à droite) n'est pas obligatoire pour parachever la mise en page.

Pour une aide détaillée, merci de consulter Aide:Wikification.
Si vous pensez que ces points ont été résolus, vous pouvez retirer ce bandeau et améliorer la mise en forme d'un autre article.
Pour les articles homonymes, voir Cour constitutionnelle.
La Cour constitutionnelle de Mongolie (en mongol : Монгол Улсын Үндсэн хуулийн цэц) est la plus haute juridiction de Mongolie chargée de l'interprétation de la constitution du pays.

## Rôle
La Cour constitutionnelle détient le pouvoir suprême de la mise en œuvre de la Constitution mongole. La Cour rend des décisions sur les violations des procédures constitutionnelles et résout les litiges constitutionnels. Toute action gouvernementale est soumise à la juridiction de la Cour.
Les questions concernant les lois relèvent, quant à elles, de la Cour suprême de Mongolie.

## Organisation

### Composition
La Cour est composée de neuf membres. Pour être membre, il convient d'être un citoyen mongol qui jouit d'une position professionnelle tant juridique que politique élevée, avoir un casier judiciaire vierge et à avoir atteint l'âge de 40 ans. Conformément à la loi, les membres de la Cour constitutionnelle sont nommés par le Grand Khoural d'État, le Parlement monocaréral de la Mongolie, pour un mandat de six ans, trois d'entre eux étant désigné par le Grand Khoural d'État lui-même directement, trois par le Président de la Mongolie et trois par le Cour suprême de Mongolie.

#### Organisation
Le mandat du membre de la Cour nommé lors d'un renouvellement ou en cas de vacance d'un poste commence le jour de la nomination et se poursuit jusqu'à l'expiration du mandat comme prévu par la Constitution. Le président de la Cour constitutionnelle coordonne les activités de la juridiction. Le juge-en-chef est élu parmi ses pairs, pour un mandat de trois ans, renouvelable une seule fois. Le Grand Khoural d'État détermine et accorde les fonds pour le budget de la Cour, les dépenses de personnel et la rémunération des membres de la Cour sur proposition du juge-en-chef.

## Symboles
La Cour constitutionnelle possède son propre emblème et ses membres portent des robes judiciaires qui suivent les usages internationaux et les traditions de l'État mongol.
Le symbole de la Cour constitutionnelle de Mongolie est en forme de disque et porte les mots « Cour constitutionnelle de Mongolie » en cyrillique sur le pourtour avec des poissons mâles et femelles sur le dessus. Au centre se trouve une combinaison d'écailles avec des récipients noire et blanc et, au centre, un arc étiré et une flèche. Les poissons mâle et femelle au sommet expriment l'idée que la Cour constitutionnelle doit sauvegarder avec vigilance la Constitution de la nation sans sourciller et agir en équilibrant la balance de la vérité. La balance avec des récipients noir et blanc symbolise l'obligation pour la Cour d'examiner tout litige constitutionnel en se basant sur le strict respect du droit, en utilisant le meilleur de l'intellect humain et en rendant une décision honnête et juste. L'arc tendu et la flèche symbolisaient renvoi à ce que les décisions de la Cour doivent être précises, clair et juste. Les mots « Cour constitutionnelle de Mongolie », l'image des poissons mâle et femelle et le cercle sont de couleur dorée pour symboliser le soleil toujours brillant, tandis que l'arc tendu et la flèche placés sur un fond bleu représentant l'éternel ciel bleu.

## Voir également
- Constitution
- Constitutionnalisme
- Économie constitutionnelle
- Jurisprudence
- Judiciaire
- État de droit
- Cour constitutionnelle